# I delfini (film)
I delfini è un film del 1960 diretto da Francesco Maselli.
Presentato alla XXI edizione della Mostra internazionale d'arte cinematografica di Venezia, delinea un ritratto dell'alta borghesia della provincia italiana dei primi anni sessanta.

## Trama
In una cittadina di provincia dell'Italia centrale, i cosiddetti "delfini" (dal titolo ereditario del Regno di Francia) sono i giovani figli della ricca borghesia industriale, che trascorrono oziosamente le loro giornate, tentando di sconfiggere la noia fra futili divertimenti, in attesa di iniziare a lavorare nelle floride imprese familiari e condurre la stessa vita dei genitori. Fra loro, spicca la raffinata contessa Margherita Cherè, la cui ascendenza risale ai tempi della fondazione della città, poco più grande degli altri e modello di comportamento.
Il narratore della storia, Anselmo, l'intellettuale del gruppo, è l'unico che sembri desiderare di più dalla propria vita e rifiutare quel mondo ipocrita e vuoto di valori. Quando la sua compagna, Marina, dopo l'ennesima festa ad alta gradazione alcolica ha una crisi che richiede un intervento medico ed un periodo di disintossicazione in una clinica svizzera, capisce che è il momento di cambiare.
Gli altri componenti del gruppo sono la sorella di Anselmo, Elsa, dal comportamento spregiudicato, ispirato a quello della madre, il suo fatuo compagno Guglielmo, che sembra non prendere nulla sul serio. C'è poi l'arrogante Alberto, che vive pensando che ogni cosa gli sia dovuta.

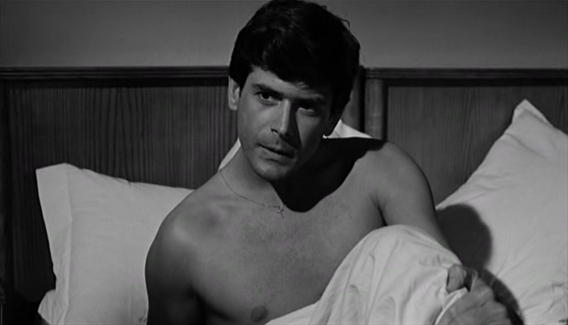
Tomas Milian in una scena del film

Il malore di Marina li mette in contatto con il serio dottor Mario Corsi, il nuovo medico che viene dalla città. La contessa Cherè ne rimane affascinata e quando, invitatolo ad un festa, lui si presenta accompagnato dalla bella Fedora, figlia della sua affittacamere, Alberto sprezzante scommette di riuscire a sedurla quella sera stessa e riesce nell'intento: Fedora, che ha sempre guardato da lontano i "delfini" con ammirazione ed invidia, soccombe subito all'aggressivo fascino del giovane rampollo, conosciuto fino ad allora solo per il caratteristico rombo della sua Ferrari.
Mario, ferito nell'orgoglio, finisce per avere una relazione con la Cherè, di breve durata perché ancora innamorato di Fedora, la quale nel frattempo ha potuto assaporare sia i pregi dell'appartenenza a quella élite privilegiata che i pesanti difetti caratteriali di Alberto. Quando tenta coraggiosamente di lasciarlo, lui le rinfaccia che, vista la sua posizione, in una cittadina così piccola, quel gesto significherà per lei rovinarsi completamente la vita, e la ragazza non può che sottomettersi nuovamente. Quando rimane incinta, Fedora si ritrova così costretta a sposare un uomo che non solo lei non ama e nemmeno stima, ma che le è addirittura ostile, perché pensa di essere stato deliberatamente incastrato.
Durante una festa data dalla Cherè prima della sua partenza per un lungo viaggio, i "delfini" scoprono che la contessa in realtà ha sempre nascosto loro la propria rovina finanziaria, che l'aveva spinta addirittura al tentativo di sposare il famigerato usuraio Ridolfi (fallito perché lui preferisce la più giovane e disponibile Elsa, che gli si concede giusto per noia), e che ora la costringe ad andarsene, per evitare il pubblico disonore. I presunti amici non nascondono il disprezzo per la sua povertà e l'abbandonano a sé stessa. A questa riunione dall'esito sgradevole è presente anche Mario, che dichiara a Fedora il proprio amore e le propone di sposarlo. Lei sembra ben disposta a farlo, ma la sua determinazione viene meno quando a casa vede la madre prostrata dalla prospettiva di dover subire un nuovo scandalo, dopo quello che l'aveva segnata per tutta la vita (l'abbandono da parte del marito).

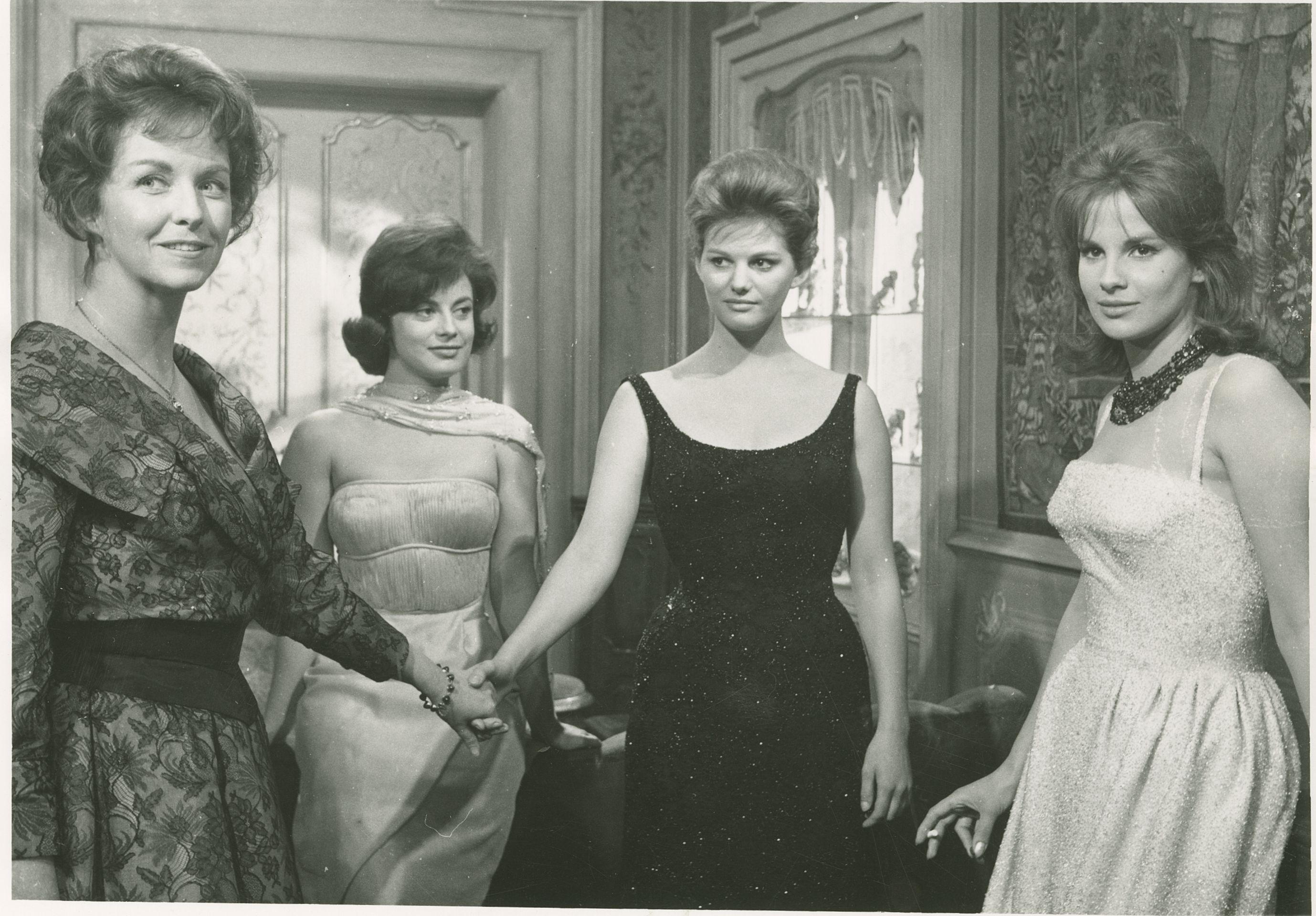
Betsy Blair, Anna Maria Ferrero, Claudia Cardinale ed Antonella Lualdi in una foto di scena

Il giorno dopo, al previsto appuntamento al caffè, il luogo di ritrovo più in vista della cittadina, per ufficializzare la nuova situazione, Fedora non si siede con Mario, che l'aspetta fiducioso ed innamorato, ma sceglie davanti a tutti Alberto.
Alla fine, quello di Anselmo si rivela essere il racconto di un fallimento: il giovane è incapace di rompere l'ordine prestabilito, di uscire dai binari prefissati per il suo futuro dalla propria famiglia e dalla classe sociale cui appartiene. Così come Alberto ha sposato Fedora ed Elsa ha sposato Guglielmo, lui sposa Marina ed entra nell'azienda di famiglia.

## Produzione
Il film è stato girato ad Ascoli Piceno; alcune scene anche a Roma (la casa di Claudia Cardinale e villa Fassini in via Donati). 
In questo film Gabriella Fantetti (ex indossatrice), fece la controfigura a Claudia Cardinale. 
I delfini deriva da un soggetto di Antonio Pietrangeli, dal titolo Le ragazze chiacchierate. Pietrangeli cercò di realizzarlo fin dal 1954 e nel 1958 si trovava a un passo dal girare le prime scene sempre ad Ascoli Piceno. Gli attori erano Rosanna Schiaffino, Gabriele Ferzetti, Virna Lisi, Carla Gravina, Valentina Cortese ed Antonio Cifariello. Il film fu però rinviato all’ultimo per l’ennesima volta, e stavolta Pietrangeli, scoraggiato, decise di cedere la sceneggiatura, che fu riscritta e trasformata ne I delfini.
Da segnalare il successo del motivo della colonna sonora del film: What a Sky ("Su nel cielo"), di P. Cassia - F. Maselli - G. Fusco, che segnò l'esordio nel mondo della canzone dell'allora sconosciuto Nico Fidenco.
È uno dei pochissimi film in cui Antonella Lualdi recita con la propria voce, senza essere doppiata.
Di contro una delle più celebri doppiatrici del cinema italiano, Tina Lattanzi (che nel film interpreta la madre di Alberto), venne doppiata dalla collega Giovanna Scotto, dal timbro di voce molto simile al suo.
L'auto che guida Alberto è una Ferrari 250 GT California spider.

## Restauro
Nel 1998 il film è stato restaurato dalla CristaldiFilm, in collaborazione con la Fondazione Scuola Nazionale di Cinema - Cineteca Nazionale, con il contributo dell'Associazione Philip Morris Progetto Cinema, della Regione Marche e del Comune di Ascoli Piceno, nell'ambito della campagna Adotta un film - 100 film da salvare, promossa dalla Presidenza del Consiglio dei ministri in collaborazione con l'Associazione Nazionale dei Comuni Italiani.
Il restauro è stato diretto da Giuseppe Rotunno.